# Kafr el-Dawwar
Kafr el-Dawwar (arabe : كفر الدوار) est une ville d'Égypte. Située sur le delta du Nil, la ville compte plus de 265 000 habitants.
Cette ville est un bastion de l'industrie textile égyptienne avec d'autres grandes villes du Delta du Nil comme Mahalla ou Shubra el-Kheima
La bataille de Kafr el-Dawwar s'est déroulée près de la ville durant la guerre anglo-égyptienne de 1882.
Le footballeur et entraîneur de football égyptien Hassan Shehata est originaire de la ville.